# Chrysolaminarin
Chrysolaminarin (Leucosin) ist ein bei Algen aus der Gruppe der Stramenopiles wie z. B. Kieselalgen und bei den Kalkalgen (Haptophyta) vorkommender Reservestoff, der als Energiereserve genutzt wird. Chrysolaminarin besteht aus kettenförmig, unverzweigten miteinander verbundenen Glucose-Molekülen, ist also ein Kohlenhydrat (Polysaccharid). Während bei der Stärke der grünen Pflanzen und Rotalgen die Glucose α1→4- und α1→6-glycosidisch verknüpft ist, besteht das Chrysolaminarin aus β1→3- und β1→6-glycosidisch verbundener D-Glucose mit einem Verhältnis von 11:1.